# 高木英一
高木 英一（たかぎ えいいち、1953年3月15日 - ）は、日本の音楽家。近田春夫&ハルヲフォンのベーシストとして知られる。

## 人物・来歴
1953年（昭和28年）、東京都に生まれる。立教高等学校時代の同級生に高橋幸宏がいた。
1972年（昭和47年）、バンド「ゲッセマネ」のベース担当だったが、高校の先輩・恒田義見に誘われ、近田春夫に説得され、「ゲッセマネ」を辞め、ハルヲフォン（後の近田春夫&ハルヲフォン）に加入。1975年（昭和50年）、ハルヲフォンの企画盤シングル『FUNKYダッコNo.1』でレコードデビューを果たす。同バンドのメンバーとして、TBSテレビ『ぎんざNOW!』に近田らとレギュラー出演、同時期である1977年10月に放送開始した『近田春夫のオールナイトニッポン』（ニッポン放送）にレギュラー出演、『恋のグンギンナイト』など近田と合唱。1978年（昭和53年）、ハルヲフォンのアルバム『電撃的東京』に収録された山本リンダのカバー曲『きりきり舞い』でリード・ボーカルをとり、同曲は『きりきりまい』としてシングルカットされた。
1979年（昭和54年）、ハルヲフォンが解散になると、同年1月に解散したバンド・ガールズのイリア （奥野敦子）とバンドを組む。バンド名はたまたまセッション・バンド、やがてイリアは近田から声をかけられ、同年8月、近田春夫&BEEFの結成に参加。高木は、翌1980年（昭和55年）、榊原郁恵のバックバンドのギタリスト山津とおる、ウガンダ・トラの実弟でドラマーの佐藤昭二とスリーピースバンド「ストライク」を結成したが、半年ほどで活動停止。同年には、伊藤政則、大貫憲章、小倉エージ、森直也ら音楽評論家たちが「Do it OURSELVES」を結成、キングレコードからアルバム『評論家ロック』を発表。楽曲提供と演奏で参加。
1981年（昭和56年）3月21日、近田がプロデュースするザ・ぼんちの2ndシングル『ラヂオ - New Musicに耳を塞いで』のB面『噂のドンブリカンジョー』を作詞・作曲。同年、イリアのいたガールズのリタ（野元貴子）の新バンド・ピンナップスのデビュー・シングルを近田がプロデュースしたが、1stアルバム『ピンナップス』（Invitation）は高木がプロデュースした。ピンナップス解散後の1983年（昭和58年）、野元と近田とともにスリーピースバンド「ゲートボール」を結成、シングル『スマートなゲートボール』と同名アルバム『スマートなゲートボール』をリリースした。
2006年（平成18年）6月15日には、発掘されたライヴ音源を集めたCDアルバム『近田春夫&ハルヲフォンLIVE! 1975 - 77』がインディーズのCARAWAY RECORDSから発売。それに先立つ同年4月29日 - 30日、近田・恒田と3人で、近田春夫&ハルヲフォン・リローデッド名義で再結成、ライヴ活動を行った。

## ディスコグラフィ

### シングル
- FUNKYダッコNo.1 1975年発売 （キングレコード）
  - デビューシングル、「ハルヲフォン」名義
- シンデレラ 1976年7月発売
  - 近田春夫&ハルヲフォン名義
- 恋のT.P.O. 1976年発売
  - 近田春夫&ハルヲフォン名義
- ロキシーの夜 1977年8月21日発売
  - A面近田春夫名義、B面近田春夫&ハルヲフォン名義 - ラストシングル
- きりきりまい 1978年発売
  - 事実上の近田春夫&ハルヲフォン名義ラストシングル
- 恋のグンギン・ナイト
  - 1979年発売予告 - 実現しなかった近田春夫&ハルヲフォン名義シングル
- ラヂオ - New Musicに耳を塞いで
  - 1981年3月21日発売 - ザ・ぼんち、B面『噂のドンブリカンジョー』作詞・作曲
- スマートなゲートボール
  - 1983年発売、ゲートボール名義

### アルバム
- COME ON LET'S GO 1976年6月21日発売 （キングレコード）
  - 近田春夫&ハルヲフォン名義
    - 1989年10月21日、2004年4月7日、CD再発売 （キングレコード）
- ハルヲフォンレコード 1977年9月発売 （キングレコード）
  - 近田春夫&ハルヲフォン名義
    - 1989年10月21日、2004年4月7日、CD再発売 （キングレコード）
- 電撃的東京 1978年6月21日発売 （キングレコード）
  - 近田春夫&ハルヲフォン名義
    - 1989年3月21日、1992年11月21日、1995年11月22日、2004年4月7日、CD再発売 （キングレコード）
- 評論家ロック 1980年発売 （キングレコード）
  - Do it OURSELVES、楽曲提供と演奏
- ピンナップス 1981年発売 （Invitation）
  - ピンナップス、プロデュース
- スマートなゲートボール 1983年9月発売 （徳間ジャパン）
  - ゲートボール名義、1991年4月25日、CD再発売
- ハルヲフォン・メモリアル
  - 近田春夫&ハルヲフォン名義
    - 未発表音源、1994年6月22日、CD発売 （キングレコード）
- 近田春夫&ハルヲフォンLIVE! 1975 - 77
  - 近田春夫&ハルヲフォン名義
    - 未発表ライヴ音源、2006年6月15日、CD発売 （CARAWAY RECORDS）
- リメンバー・グループ・サウンズ
  - 近田春夫&ハルヲフォン名義
    - 1976年11月録音の未発表音源、一部『ハルヲフォン・メモリアル』に所収
    - 2008年9月26日、CD発売 （キングレコード）

※ハルヲフォン・メモリアルとリメンバー・グループ・サウンズが未発表音源だという情報は誤り（要修正）。

### 楽曲提供
- ザ・ぼんち 『噂のドンブリカンジョー』『ザ・レクイエム』 - 作詞・作曲
- Do it OURSELVES『ドリーム』（作詞大貫憲章・キャンディ田中）、『ビッグシティ』（作詞・作曲大貫憲章） - 作曲

## フィルモグラフィ
- 『星くず兄弟の伝説』（監督手塚眞、1985年） - プロデューサー